# Associação Britânica para o Avanço da Ciência
A Associação Britânica para o Avanço da Ciência, anteriormente conhecido como O BA, fundada em 1831, é uma sociedade científica com o objetivo de promover a ciências, direcionando a atenção geral para assuntos científicos e facilitar a interação entre trabalhadores científicos.

## História

### Fundação
Foi fundada em 1831, inspirada no alemão Gesellschaft Deutscher Naturforscher und Ärzte. O primeiro promotor (que é considerado o fundador) foi o Reverendo William Vernon Harcourt, na sequência de uma sugestão de Sir David Brewster que ficou desapontado pela atitude elitista e conservadora da Royal Society. Outro fundador foi James Weir Finlay Johnston. A primeira reunião foi realizada em York, no Museu de Yorkshire, no dia 27 de setembro de 1831 com vários trabalhos científicos sendo apresentado nos dias seguintes. Foi presidida pelo Senhor Milton, presidente da Sociedade Filosófica de Yorkshire, e foi assistido por mais de 300 "cavalheiros". O Mercury Preston registrou que aqueles reunidos consistia em "pessoas de distinção de várias partes do reino, juntamente com vários da pequena nobreza de Yorkshire e os membros das sociedades filosóficas neste país ". Este jornal publicou os nomes de mais de uma centena que participaram e onde se incluem, entre outros, dezoito clérigos, onze médicos, quatro Sir, dois viscondes e um senhor.
A partir dessa data, foi realizada uma reunião anual em um lugar escolhido em uma reunião anterior. Em 1832, por exemplo, a reunião foi realizada em Oxford, presidida pelo Reverendo Dr. William Buckland. Nesta fase, a Associação tinha quatro seções: Física (que incluía as artes mecânicas, e matemática), química (que incluía mineralogia e artes químicas), geologia (que incluía geografia) e história natural.

### Vídeo clips
- British Science Association YouTube channel (em inglês)